# Esther 3
 (décembre 2022).
La mise en forme du texte ne suit pas les recommandations de Wikipédia : il faut le « wikifier ».
Les points d'amélioration suivants sont les cas les plus fréquents. Le détail des points à revoir est peut-être précisé sur la page de discussion.
- Les titres sont pré-formatés par le logiciel. Ils ne sont ni en capitales, ni en gras.
- Le texte ne doit pas être écrit en capitales (les noms de famille non plus), ni en gras, ni en italique, ni en « petit »…
- Le gras n'est utilisé que pour surligner le titre de l'article dans l'introduction, une seule fois.
- L'italique est rarement utilisé : mots en langue étrangère, titres d'œuvres, noms de bateaux, etc.
- Les citations ne sont pas en italique mais en corps de texte normal. Elles sont entourées par des guillemets français : « et ».
- Les listes à puces sont à éviter, des paragraphes rédigés étant largement préférés. Les tableaux sont à réserver à la présentation de données structurées (résultats, etc.).
- Les appels de note de bas de page (petits chiffres en exposant, introduits par l'outil «  Source ») sont à placer entre la fin de phrase et le point final[comme ça].
- Les liens internes (vers d'autres articles de Wikipédia) sont à choisir avec parcimonie. Créez des liens vers des articles approfondissant le sujet. Les termes génériques sans rapport avec le sujet sont à éviter, ainsi que les répétitions de liens vers un même terme.
- Les liens externes sont à placer uniquement dans une section « Liens externes », à la fin de l'article. Ces liens sont à choisir avec parcimonie suivant les règles définies. Si un lien sert de source à l'article, son insertion dans le texte est à faire par les notes de bas de page.
- La présentation des références doit suivre les conventions bibliographiques. Il est recommandé d'utiliser les modèles {{Ouvrage}}, {{Chapitre}}, {{Article}}, {{Lien web}} et/ou {{Bibliographie}}. Le mode d'édition visuel peut mettre en forme automatiquement les références.
- Insérer une infobox (cadre d'informations à droite) n'est pas obligatoire pour parachever la mise en page.

Pour une aide détaillée, merci de consulter Aide:Wikification.
Si vous pensez que ces points ont été résolus, vous pouvez retirer ce bandeau et améliorer la mise en forme d'un autre article.
 (novembre 2022).
Esther 3 est le troisième chapitre du Livre d'Esther dans la Bible hébraïque ou l'Ancien Testament de la Bible chrétienne. L'auteur du livre est inconnu et les érudits modernes ont établi que la dernière étape du texte hébreu aurait été formée au deuxième siècle avant notre ère. Les chapitres 3 à 8 contiennent les neuf scènes qui forment le cœur du livre. Ce chapitre présente Haman l'Agagite, qui est lié par sa généalogie au roi Agag, l'ennemi du roi d'Israël Saül, dont le père, Kish, est issu de Mardochée (« Esther 2:5–6 KJV »).
Le roi Assuérus a élevé Haman à une position élevée à la cour et a ordonné à tout le monde de se prosterner devant lui, mais Mardochée refuse de le faire à Haman (3:2), qui est lié à l'identité juive de Mardochée (comme le feraient les Juifs). ne se prosternent que pour adorer leur propre Dieu (cf. Daniel 3) ; cela introduit indirectement la dimension religieuse de l'histoire. Haman a réagi par un vaste plan pour détruire non seulement Mardochée, mais tout son peuple (3:8), obtenant l'approbation du roi pour fixer une date particulière de génocide, choisie par tirage au sort, ou « pur » (une raison pour laquelle la fête de Pourim ; « Esther 9:24–26 KJV ») doit tomber le treizième jour du douzième mois, Adar (3:7, « Esther 3:13 KJV »). Le chapitre se termine par la réaction confuse de toute la ville de Suse face au décret (« Esther 3:15 KJV »).

## Texte
Ce chapitre a été écrit à l'origine en langue hébraïque et depuis le 16e siècle est divisé en 15 versets.

### Manuscrits
Certains manuscrits anciens contenant le texte de ce chapitre en hébreu sont du texte massorétique, qui comprend le Codex Leningradensis (1008),
Il existe également une traduction en grec Koine connue sous le nom de Septante, réalisée au cours des derniers siècles avant notre ère. Les manuscrits anciens existants de la version Septante incluent le Codex Vaticanus (B ; {\displaystyle {\mathfrak {G}}} B ; 4e siècle), Codex Sinaiticus (S ; BHK : {\displaystyle {\mathfrak {G}}} S ; 4e siècle), et Codex Alexandrinus (A ; {\displaystyle {\mathfrak {G}}} Un ; 5e siècle).

## Promotion d'Haman et refus de Mardochée de l'honorer (3: 1–6)
Déplaçant l'attention d'Esther et de Mardochée, cette section décrit Haman l'Agagite qui serait « l'ennemi des Juifs ». Le mécontentement d'Haman face au refus de Mardochée de se prosterner devant lui se transforme en un dessein diabolique pour anéantir tout le peuple de Mardochée.

### Verset 1
« Après ces événements, le roi Xerxès donna une haute situation à Haman, le fils de Hammedata, un Agaguite ; il l’éleva et le fit siéger au-dessus de tous les ministres qui étaient avec lui. »

### Verset 4
« Ils lui en parlaient chaque jour, mais lui ne les écoutait pas. Alors ils informèrent Haman, pour voir si les affirmations de Mardochée tiendraient : en effet il leur avait révélé qu’il était juif. »

- « Mardochée » : un nom qui reflète le nom de la divinité babylonienne Marduk ; une possible coutume commune à de nombreux Juifs à cette époque d'avoir «deux noms: l'un à usage profane et l'autre à utiliser en particulier au sein de la communauté juive», mais il n'y a aucune autre trace du nom juif de Mardochée dans le texte biblique[11].

### Verset 6
« Mais il dédaigna de porter la main sur Mardochée seulement, car on lui avait révélé quel était le peuple de Mardochée. Haman chercha à exterminer le peuple de Mardochée, à savoir tous les Juifs présents dans tout le royaume de Xerxès. »

## Le complot d'Haman contre les Juifs obtient le consentement du roi (3: 7-15)
Haman réalise son projet en tirant d'abord au sort le jour approprié pour l'exécution, puis en persuadant le roi de publier un décret pour en assurer la mise en œuvre.

### Verset 7
Le premier mois, c’est-à-dire au mois de Nisan, la douzième année du roi Xerxès, on tira au Destin, c’est-à-dire au sort, devant Haman, en passant d’un jour à l’autre et d’un mois à l’autre : douzième mois ! C’est-à-dire le mois d’Adar.
- « La douzième année du roi Assuérus » : Cette année fait référence à 474 av. J.-C.[15].
- « Pur » : Le terme פּוּר (pur, « destin ») est un emprunt akkadien, donc le narrateur l'explique en hébreu (« c'est-à-dire le sort »). La forme plurielle de ce mot (c'est-à-dire, Pourim) se réfère plus tard à la fête célébrant la délivrance des Juifs (cf. « Esther 9:24 KJV », « Esther 9:26 KJV », « Esther 9:28 KJV », « Esther 9:31 KJV »)[16] L'historien grec Hérodote a attesté le tirage au sort pour déterminer un jour convenable pour effectuer une tâche par un astrologue parmi les Perses[8].

### Verset 9
« S’il plaît au roi, on écrira pour les anéantir. Et je compterai dix mille pièces d’argent entre les mains des fonctionnaires pour les faire rentrer au Trésor. »

- « Talent » : Chacun pesait environ 75 livres ou 34 kilogrammes[18]. En comparant la valeur de 10 000 talents d'argent au revenu annuel de l'empire perse, qui selon Hérodote (Histoires 3.95) était de « 14 500 talents euboïques », il semble qu'Haman offre au roi un pot-de-vin égal aux deux tiers des revenus royaux[19]. Sans aucun doute, cette énorme somme d'argent proviendrait de la confiscation anticipée des biens et avoirs juifs une fois que les Juifs auraient été anéantis[19]. La grosse somme d'argent mentionnée peut indiquer « quelque chose de la situation économique de la population juive dans l'empire du roi Assuérus[19]. »

### Verset 12
« Les secrétaires royaux furent alors convoqués au premier mois, le treize, et l’on écrivit, en conformité totale avec les ordres de Haman, aux préfets royaux, aux gouverneurs de chaque province et aux chefs de chaque peuple, à chaque province selon son écriture et à chaque peuple selon sa langue. On écrivit au nom du roi Xerxès et on cacheta avec l’anneau royal. »

- « Le premier mois » : fait référence au mois Nisan du calendrier lunaire hébreu (cf. Esther 3:7 ; généralement vers mars - avril dans le calendrier grégorien)[21].

### Verset 13
« Puis par des courriers on expédia les lettres à toutes les provinces royales pour exterminer, tuer et anéantir tous les Juifs, jeunes et vieux, enfants et femmes, en un seul jour, le treize du douzième mois, c’est-à-dire le mois d’Adar, et pour piller leurs biens. »

Ce premier édit peut être comparé et mis en contraste avec le second tel qu'enregistré dans Esther 8:11.

### Verset 15

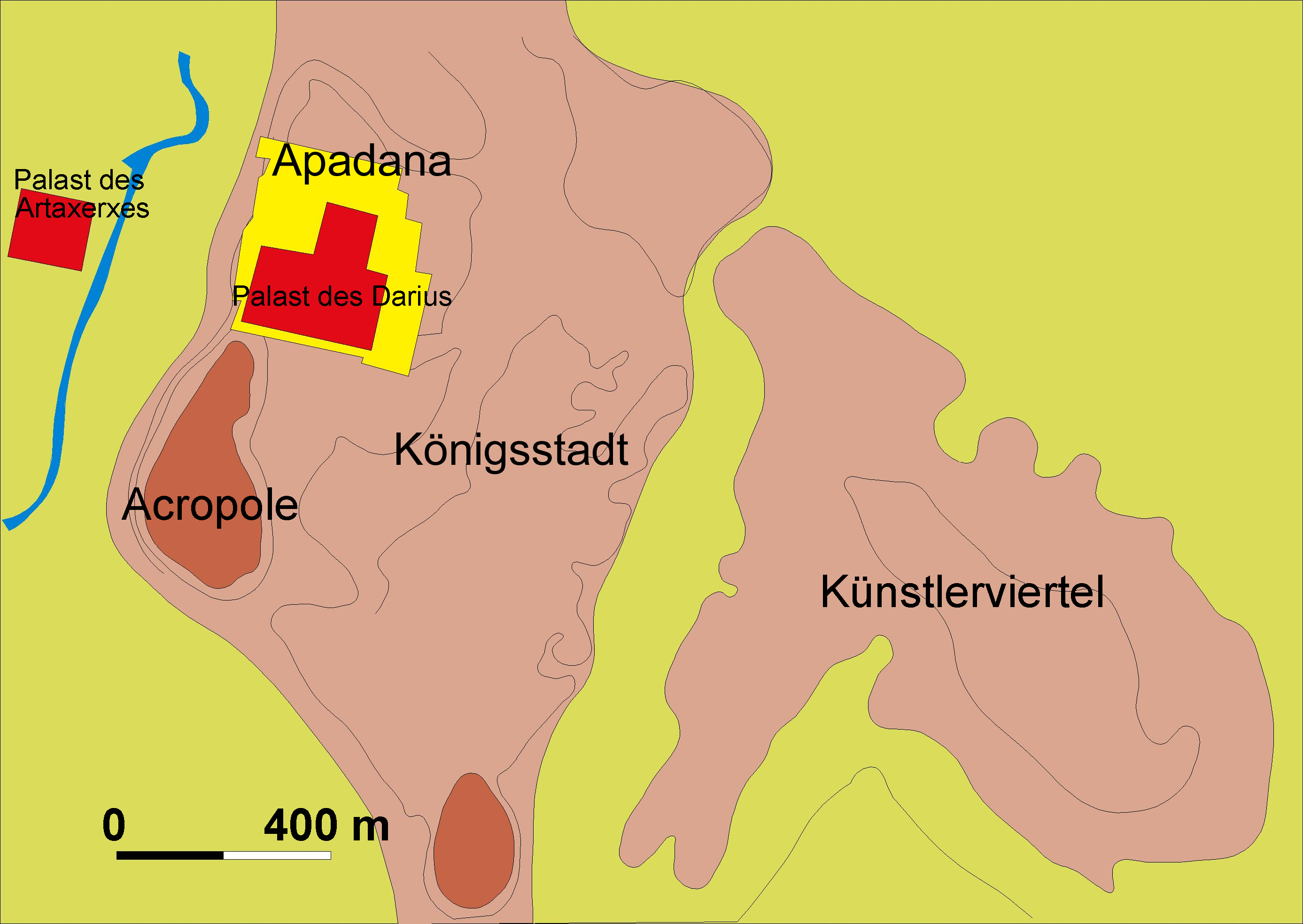
Carte archéologique de l'ancienne Suse (Shushan) - maintenant dans la province du Khuzestan, dans l'ouest de l'Iran - indiquant l'emplacement du palais principal (Palast des Darius ; citadelle) et de la ville (Königsstadt).

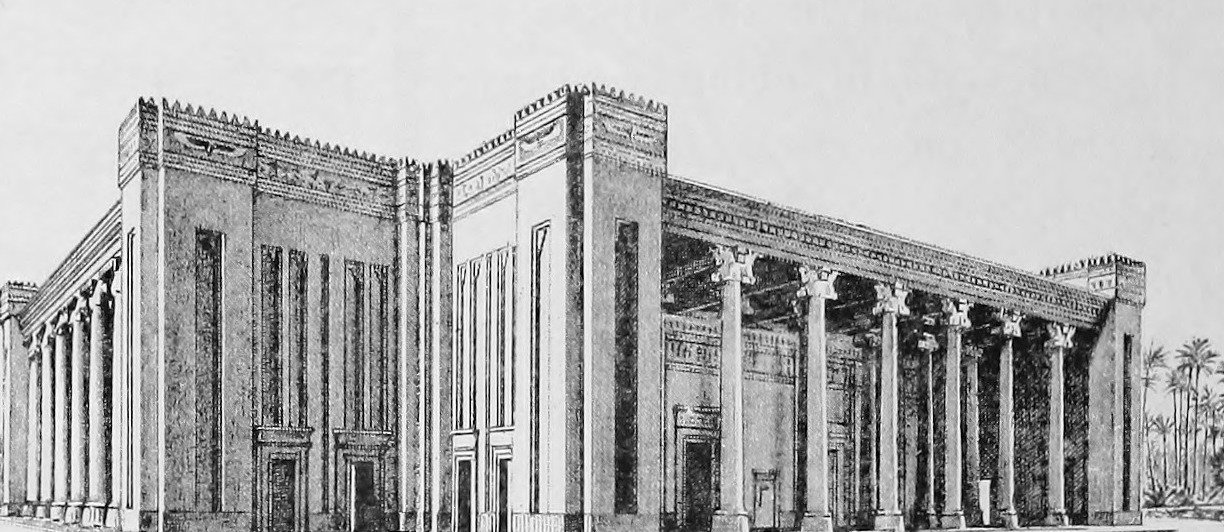
Dessin de reconstitution de Apadana (le palais du roi) à Suse, par Marcel Dieulafoy (1903).

Sur l’ordre du roi, les courriers sortirent à toute vitesse, et le décret fut promulgué à Suse-la-citadelle. Le roi et Haman s’assirent pour boire ; et la ville de Suse fut désemparée.
- « Les coursiers » : en hébreu littéralement « les coureurs » ; également dans Esther 8:10, 14[25].
- « Shushan » : ou « Suse »[26].
- « Citadelle » : ou « palais »[27]. Des travaux archéologiques ont identifié le site de Shushan la citadelle (le palais de Suse) par rapport au site de la « ville de Shushan »[28].
- « Perplexe » : ou « dans la confusion »[29].